# Leg End
| Recensione       | Giudizio        |
| ---------------- | --------------- |
| AllMusic         | [ 1 ]           |
| Robert Christgau | B               |
| Sputnikmusic     | 4.0 (Excellent) |
| Piero Scaruffi   | [ 4 ]           |

Leg End (talvolta chiamato anche Legend) è il primo album del gruppo britannico Henry Cow, pubblicato nell'agosto 1973.

## Tracce

### LP
Lato A
1. Nirvana for Mice – 4:53 (Fred Frith)
2. Amygdala – 6:47 (Tim Hodgkinson)
3. Teenbeat Introduction – 4:32 (Henry Cow)
4. Teenbeat – 6:57 (Frith, John Greaves)

Lato B
1. Nirvana Reprise – 1:11 (Frith)
2. Extract from "With the Yellow Half-Moon and Blue Star" – 2:26 (Frith)
3. Teenbeat Reprise – 5:07 (Frith)
4. The Tenth Chaffinch – 6:06 (Henry Cow)
5. Nine Funerals of the Citizen King – 5:34 (Hodgkinson)

### Edizione CD del 1991
1. Nirvana for Mice – 4:53
2. Amygdala – 6:47
3. Teenbeat Introduction – 4:32
4. Teenbeat – 6:57
5. Nirvana Reprise – 1:11
6. Extract from 'With the Yellow Half-Moon and Blue Star' – 2:26
7. Teenbeat Reprise – 5:07
8. The Tenth Chaffinch – 6:06
9. Nine Funerals of the Citizen King – 5:34

Traccia extra:
1. Bellycan – 3:19 (Henry Cow)

## Formazione
- Geoff Leigh — sassofoni, flauto, clarinetto, flauto dolce, voce
- Tim Hodgkinson — organo, pianoforte, sassofono alto, clarinetto, voce
- Fred Frith — chitarre, violino, viola, pianoforte, voce
- John Greaves — basso, pianoforte, fischietto, voce
- Chris Cutler — batteria, giocattoli, pianoforte, fischietto, voce

Musicisti aggiunti
- Jeremy Baines — pixiphone in With the Yellow Half—Moon and Blue Star
- Cathy Williams, Maggie Thomas, Sarah Greaves — cori, arrangiamento cori in Teenbeat

Note aggiuntive
- Henry Cow — produttori
- Tom «Greasy Patches» Newman, Henry Cow — ingegneri delle registrazioni
- Mike Oldfield — ingegnere del suono in Nirvana for Mice
- Ray Smith — copertina[5]